# Giovanni Casanova
Giovanni Battista Casanova (Venetië, 2 november 1730 - Dresden, 8 december 1795) was een Italiaanse schilder en tekenaar die voornamelijk in Dresden en Rome woonde en werkte.

## Familie
Giovanni Battista was de derde van de zes kinderen van Gaetano Casanova (1697-1733) en Giovanna, geboren Farussi(1708-1776), die in Venetië woonde. Zijn ouders waren acteurs. Zijn oudere broer Giacomo Casanova was de beroemde avonturier en schrijver. Een andere broer, Francesco Casanova, was een zeer succesvolle hofschilder in Wenen.
Giovanni Battista Casanova was getrouwd met Teresa Roland (1744-1779), met wie hij verschillende kinderen had.

## Biografie
Casanova was een student van Louis de Silvestre (1675–1760), Giovanni Battista Piazzetta (1683–1754), Christian Wilhelm Ernst Dietrich (1712-1774) en Anton Raphael Mengs (1728-1779). Hij studeerde in Rome, Parijs en Dresden. In december 1764 keerde hij terug van Rome naar Dresden, waar hij docent en vanaf 1776 ,samen met Johann Eleazar Zeissig (1737-1806), directeur werd van de Academie voor Schone Kunsten van Dresden. 
Onder zijn studenten waren onder andere Angelika Kauffmann (1741-1807), Johann Friedrich Reiffenstein (Reifenstein)(1719-1793) en Johann Joachim Winckelmann (1717-1768). Voor Winckelmann tekende Casanova opgravingen uit Pompeii en Herculaneum voor zijn Monumenti antichi inediti, gepubliceerd in 1767. 

## Graf

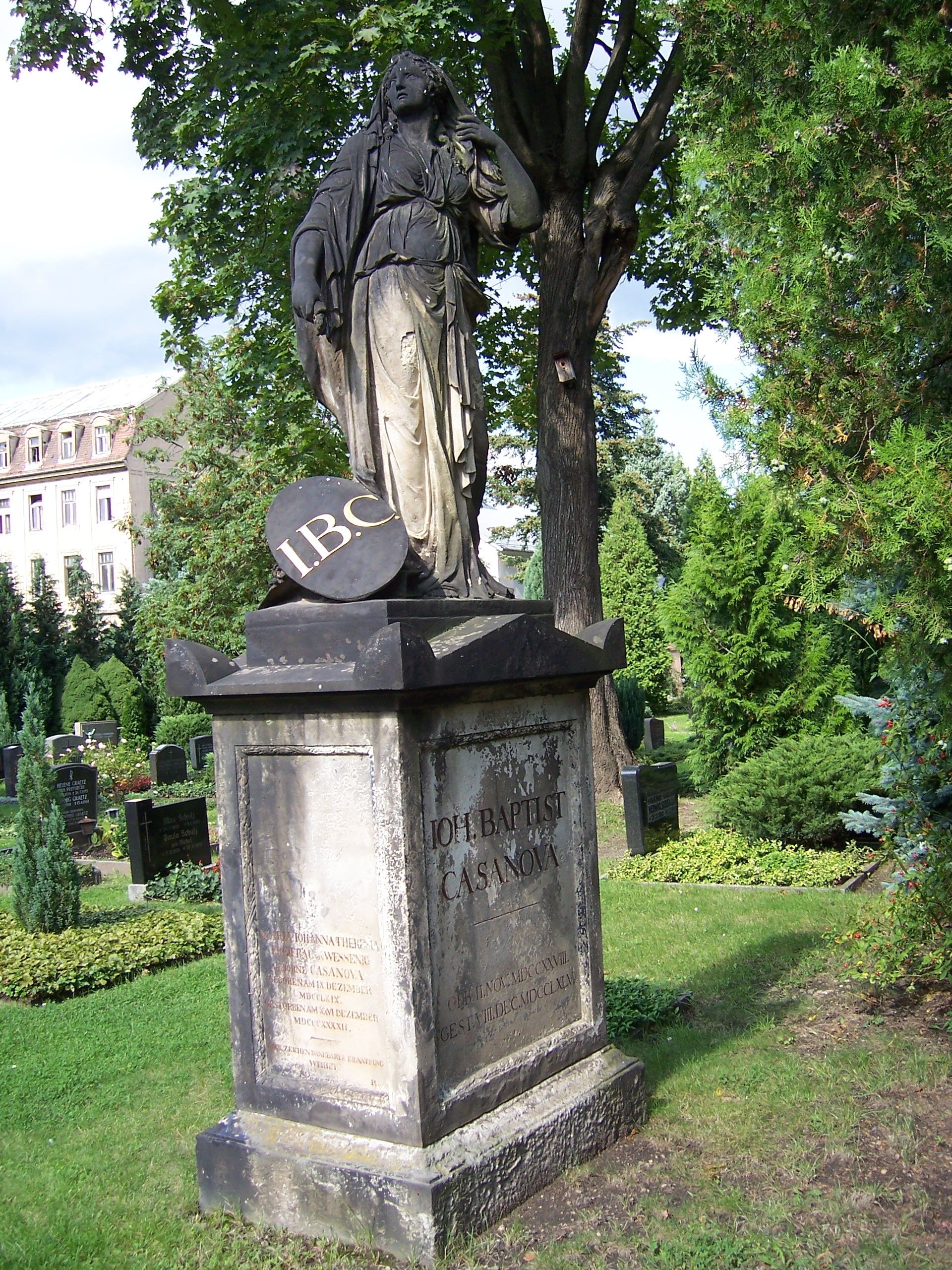
Graf van Giovanni Battista Casanova

Casanova ligt begraven in Dresden op de Alter Katholischer Friedhof in het district Friederichstadt. Het grafmonument werd ontworpen door zijn voormalige student Franz Pettrich.